# Argyle (municipal district)
Argyle, Municipality of the District of Argyle – jednostka samorządowa (municipal district) w kanadyjskiej prowincji Nowa Szkocja powstała 17 kwietnia 1879 na bazie utworzonego w 1856 w hrabstwie Yarmouth dystryktu, jednostka podziału statystycznego (census subdivision). Według spisu powszechnego z 2016 obszar municipal district to: 1528,17 km², a zamieszkiwało wówczas ten obszar 7899 osób (gęstość zaludnienia 5,2 os./km²).